# Region soudržnosti Střední Morava
Střední Morava je region soudržnosti v Česku. Jedná se o statistickou oblast Eurostatu úrovně NUTS 2. Jeho území je tvořeno Olomouckým krajem a Zlínským krajem.
Oblast má rozlohu 9 234 km² a na jejím území žije přibližně 1,21 milionu obyvatel.

## Členění regionu
| (CZ-)NUTS 2                                                        | (CZ-)NUTS 2             | NUTS 3         | NUTS 3 | LAU 1                  | LAU 1  |
| region soudržnosti                                                 | kód                     | kraj           | kód    | okres                  | kód    |
| ------------------------------------------------------------------ | ----------------------- | -------------- | ------ | ---------------------- | ------ |
| Střední Morava                                                     | CZ07                    | Olomoucký kraj | CZ071  | Okres Jeseník          | CZ0711 |
| Střední Morava                                                     | CZ07                    | Olomoucký kraj | CZ071  | Okres Olomouc          | CZ0712 |
| Střední Morava                                                     | CZ07                    | Olomoucký kraj | CZ071  | Okres Prostějov        | CZ0713 |
| Střední Morava                                                     | CZ07                    | Olomoucký kraj | CZ071  | Okres Přerov           | CZ0714 |
| Střední Morava                                                     | CZ07                    | Olomoucký kraj | CZ071  | Okres Šumperk          | CZ0715 |
| Střední Morava                                                     | CZ07                    | Zlínský kraj   | CZ072  | Okres Kroměříž         | CZ0721 |
| Střední Morava                                                     | CZ07                    | Zlínský kraj   | CZ072  | Okres Uherské Hradiště | CZ0722 |
| Střední Morava                                                     | CZ07                    | Zlínský kraj   | CZ072  | Okres Vsetín           | CZ0723 |
| Střední Morava                                                     | CZ07                    | Zlínský kraj   | CZ072  | Okres Zlín             | CZ0724 |
| \| Region soudržnosti Střední Morava \| LAU 1 na Střední Moravě \| |                         |                |        |                        |        |
| Region soudržnosti Střední Morava                                  | LAU 1 na Střední Moravě |                |        |                        |        |